# Rasúl Chádem
Rasúl Chádem (Chádim) Azgádí (persky رسول خادم ازغدی‎) nebo (anglicky Rasoul Khadem), (* 18. března 1972 v Mašhadu, Írán) je bývalý íránský zápasník volnostylař, olympijský vítěz z roku 1996.

## Sportovní kariéra
Pochází ze zápasnické rodiny. Jeho otec Mohamed se účastnil olympijských her v Římě v roce 1960 ve volném stylu a jeden ze starších bratrů Amír'rezá patřil k nejlepším volnostylařům své doby. V íránské seniorské reprezentaci se poprvé objevil v roce 1991 a v roce 1992 startoval na olympijských hrách v Barceloně ve střední váze. Byl nalosován do papírově snazší skupiny B, ve které prohrál jediný zápas s americkým mistrem světa Kevinem Jacksonem. Ze skupiny postoupil ze druhého místa do boje o celkové třetí místo, ve kterém porazil Němce Hanse Gstöttnera a získal bronzovou olympijskou medaili. Po olympijských hrách přestoupil do vyšší lehké těžké váhy a na olympijské hry v Atlantě v roce 1996 odjížděl jako dvojnásobný mistr světa. V turnaji zvládl jediný krizový moment ve druhém kole s Kazachem Islamem Bajramukovem, ve finále porazil Macharbeka Chadarceva z Ruska a získal zlatou olympijskou medaili. V zapasu to byla zlatá olympijská medaile pro Írán po 28 letech. Od roku 1997 doplatil na snížení počtu váhových kategorií, kdy byla jeho lehká těžká váha zrušena. V těžké váze se neuměl prosadit proti Abbásu Džadídímu a ve střední váze se na scéně objevil mladý talent Alírezá Hajdárí. V roce 1998 startoval na domácím mistrovství světa v supertěžké váze. Skončil na druhém místě, jinak se v této váze výrazně neprosadil. Sportovní karieru ukončil po roce 2002.

## Výsledky
| Turnaj            | 1991    | 1992    | 1993             | 1994             | 1995             | 1996             | 1997 | 1998 |
| Turnaj            | 19      | 20      | 21               | 22               | 23               | 24               | 25   | 26   |
| Turnaj            | střední | střední | lehká těžká váha | lehká těžká váha | lehká těžká váha | lehká těžká váha |      |      |
| ----------------- | ------- | ------- | ---------------- | ---------------- | ---------------- | ---------------- | ---- | ---- |
| Olympijské hry    |         | 3.      |                  |                  |                  | 1.               |      |      |
| Mistrovství světa | 24.     |         | —                | 1.               | 1.               |                  | —    | 2.   |